# Xangadix
Pour plus de détails, voir Fiche technique et Distribution.
Xangadix (De Johnsons) est un film néerlandais réalisé par Rudolf van den Berg, sorti en 1992.

## Fiche technique
- Titre original : De Johnsons
- Titre français : Xangadix
- Réalisation : Rudolf van den Berg
- Scénario : Leon de Winter (en) et Roy Frumkes
- Musique : Patrick Seymour
- Pays d'origine : Pays-Bas
- Format : Couleurs - 1,85:1 - Dolby
- Genre : horreur
- Durée : 103 minutes
- Date de sortie : 1992

## Distribution
- Monique van de Ven : Victoria Lucas
- Esmée de La Bretonière : Emalee Lucas
- Kenneth Herdigein : Professeur Keller
- Rik Van Uffelen (nl) : De Graaf
- Otto Sterman (nl) : Vader Keller
- Olga Zuiderhoek : Angela
- Nelly Frijda : Tante van Peter
- Johan Leysen : Majoor Jansma
- Freerk Bos : l'étudiant
- Rudolf van den Berg : Photographe